# Nationella Musikkonservatoriet i Lviv

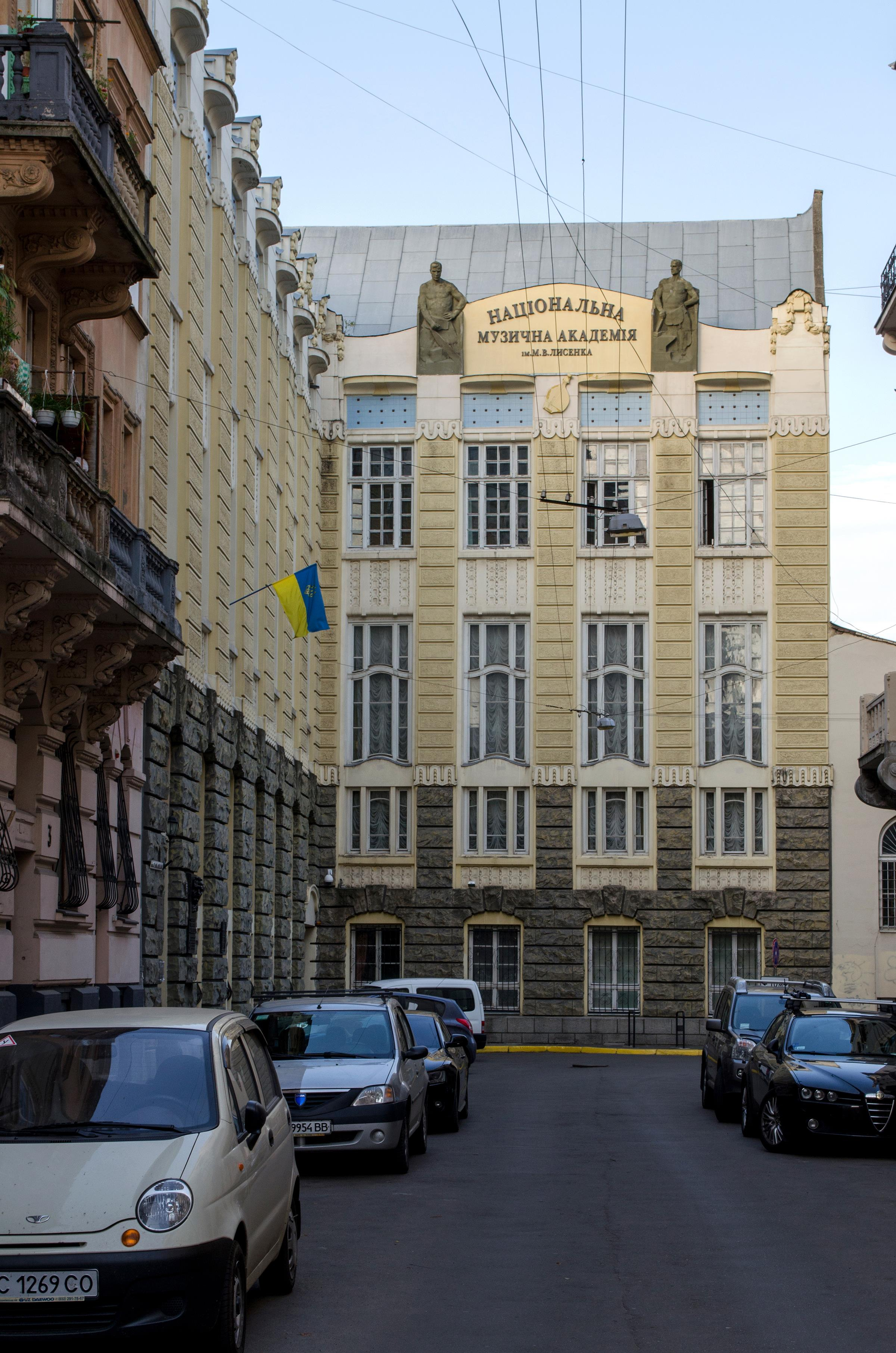
Nationella Musikkonservatoriet i Lviv

Nationella Musikkonservatoriet Mykola Lysenko i Lviv  i Ukraina (ukrainska: Львівська національна музична академія імені Миколи Лисенка) grundades 1854, då staden hette Lemberg och var en del av Österrike-Ungern, av bland andra Mozarts yngste son Franz Xaver Wolfgang Mozart, men konservatoriet har anor tillbaka till 1796.
Konservatoriet har egen operastudio, ett institut för musikpedagogik samt en studio för elektronisk musik. Som nationellt musikkonservatorium spelar man idag en betydande roll i det ukrainska musiklivet och utvecklingen av den högre musikutbildningen.
Konservatoriet fick 1992 namn efter den en ukrainsk tonsättare Mykola Lysenko, som var elev vid musikkonservatoriet i Leipzig och inte heller var lärare eller hade någon annan personlig anknytning till i Konservatoriet i Lviv.

## Musikkonservatoriets alumni
- Alexander Mishuga 1853–1922, tenor
- Marcella Sembrich 1858–1935, sopran
- Moritz Rosenthal 1862–1946, pianist
- Denis Sichinskiy 1865–1909, kompositör
- Solomiya Krushelnytska 1872–1952, sopran
- Bertha Kalich 1874–1939, skådespelare
- Raul Koczalski 1884–1948, pianist
- Vasyl Barvinsky 1888–1963, kompositör
- Josef Munclinger 1888–1954, tjeckisk bas
- Eduard Steuermann 1892–1964, pianist
- Stefan Askenase 1896–1985, pianist
- Irena Turkevycz-Martynec 1899-1983 sopran
- Roman Palester 1907-1989, polsk kompositör
- Walter V. Bozyk 1908–1991, banduraspelare
- Joseph Beer 1908–1987, operettkompositör
- Volodymyr Ivasyuk 1949–1979, kompositör
- Alexei Borozdin f. 1937, musikpedagog
- Igor Matsiyevsky f. 1941, musikpedagog
- Oksana Bilozir f. 1957, ukrainsk pop-sångare och politisk aktivist
- Roman Yakub f. 1958, elektronisk kompositör i USA
- Taras Chubay f. 1970, Ukrainsk pop-sångare
- Ruslana f. 1973, ukrainsk pop-sångare, vinner av  Eurovision Song Contest
- Bohdana Frolyak, f. 1968, kompositör
- Hanna Havrylets', f. 1958, kompositör